# Nespamedou
 (février 2023).
Nespamedou est un vizir égyptien qui officie à la XXVIe dynastie, pendant le règne de Psammétique Ier. Nespamedou succède son père Nespaqashouty en tant que vizir.

## Biographie
Nespamedou est le fils du vizir Nespaqashouty et de sa femme Takhaenbast. La femme de Nespamedou est Irtyraou (enterrée dans la tombe thébaine TT390), chef des gardiennes de la Divine adoratrice d'Amon Nitocris Ire, et ils ont un fils nommé Nespaqashouty, du nom de son grand-père.

## Sépulture
Nespamedou est enterré à Abydos, contrairement à sa femme Iretraou, et à son fils le vizir Nespaqashouty, qui ont des tombes à Thèbes. Nespamedou est enterré dans la tombe D57 à Abydos, et deux briques magiques de cette tombe se trouvent maintenant au musée de l'Oriental Institute à Chicago. L'une des briques présente une figure de chacal d'Anubis (OIM 6330), tandis que l'autre brique contient un pilier Djed (OIM 6401). Les deux briques sont faites d'argile mélangée à ce qui semble être de l'encens. Cela correspondait à l'instruction du texte du Livre des morts inscrite sur la brique.